# Greigia sylvicola
Greigia sylvicola är en gräsväxtart som beskrevs av Paul Carpenter Standley. Greigia sylvicola ingår i släktet Greigia och familjen Bromeliaceae. Inga underarter finns listade i Catalogue of Life.